# Ramaria flavobrunnescens
Ramaria  flavobrunnescens (George Francis Atkinson, 1909 ex Edred John Henry Corner, 1950) din încrengătura Basidiomycota, în familia Gomphaceae și de genul Ramaria, este o ciupercă comestibilă rară care coabitează, fiind un simbiont micoriza (formează micorize pe rădăcinile arborilor). O denumire populară nu este cunoscută. În România, Basarabia și Bucovina de Nord se dezvoltă de la câmpie la munte în păduri de foioase și în cele mixte îndeosebi sub fagi și stejari, dar, de asemenea, pe lângă molizi, crescând în grupuri mici pe sol calcaros. Timpul apariției este între (iulie) august și noiembrie.

## Taxonomie

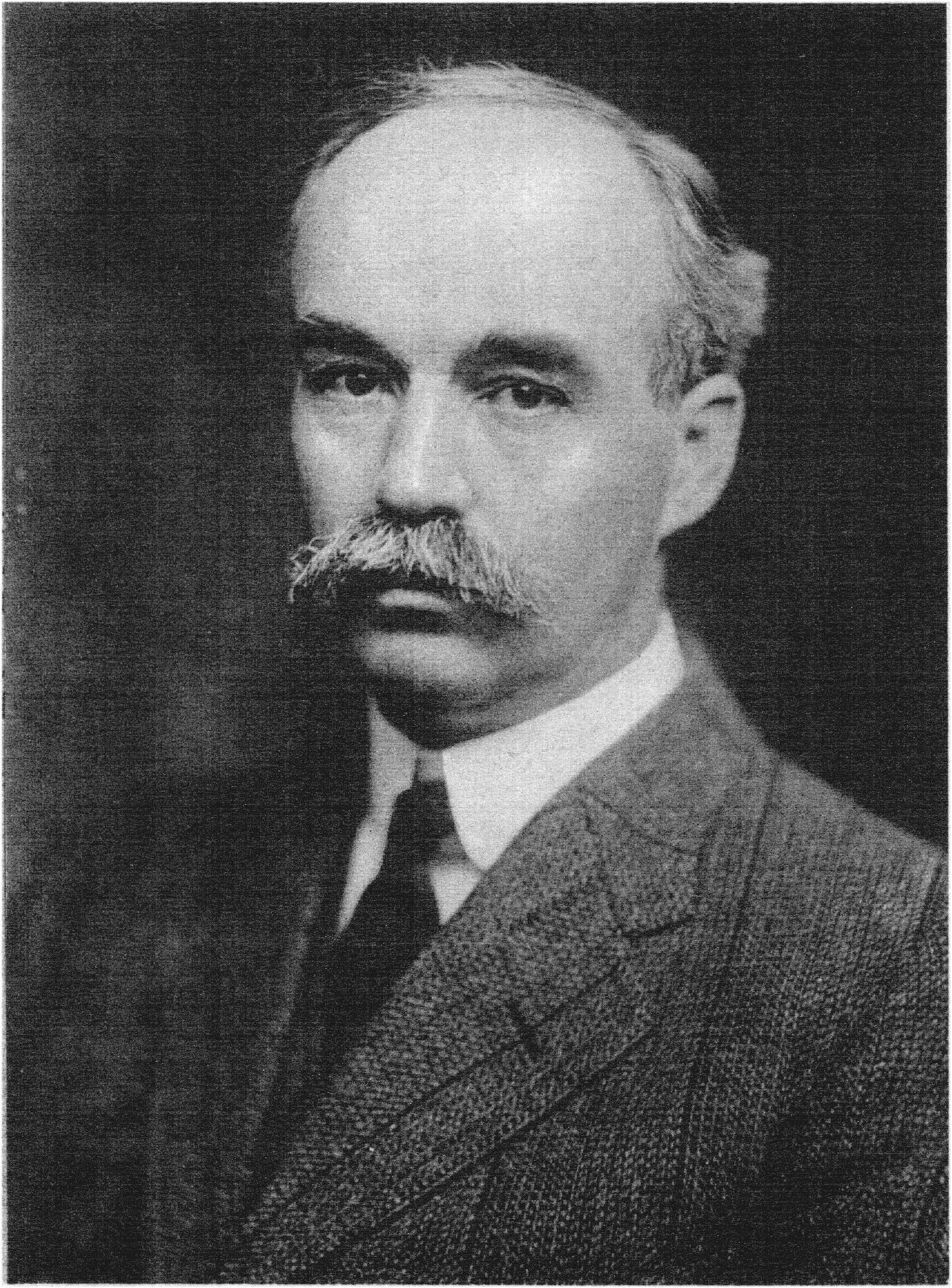
G. F. Atkinson

Numele binomial hotărât este Clavaria flavobrunnescens determinat de micologul american George Francis Atkinson (1854-1918) în volumul 7 al jurnalului Annales Mycologici din 1909.
În 1950, specia a fost transferată corect la genul Ramaria sub păstrarea epitetului de micologul englez Edred John Henry Corner (1906-1996), de verificat în numărul 1 al jurnalului botanic Annals of Botany Memoirs din 1950, fiind numele curent valabil (2021).
Variațiile Ramaria flavobrunnescens var. formosoides (Corner, 1970), Ramaria flavobrunnescens var. aromatica (C.D.Marr & D.E.Stuntz, 1974) și Ramaria flavobrunnescens var. asperospora (Raithelh., 1987) sunt acceptate sinonim. Alte taxoane alternative nu au fost propuse.
Epitetul specific este derivat din cuvintele latine latin (latină flavus=galben în toate nuanțele: (palid) gălbui, galben-auriu, galben-roșiatic, galben lutos), și (latină brunescens=devenind brun, brunând), datorită culorii ciupercii pe exterior.

## Descriere
- Corpul fructifer:  moale și higrofan are o înălțime 5-8,5 (12) cm și un diametru de 4-12 (15) cm cu ramuri care se ridică în sus, împărțite de mai multe ori, cu furci amestecate de la ascuțit la rotunjit, cele primare largi, cele superioare mai subțiri, drepte până ușor curbate, împânzindu-se odată cu înaintarea în vârstă. Vârfurile sunt de mai multe ori împărțite în formă de coarne țuguiate, uneori spinoase, devenind mai contondente cu vârsta. Coloritul ramurilor este în mod constant deschis până la galben intens, dar la bătrânețe mai maroniu, chiar brun-vinaceu și cu capete de aceeași culoare sau mai deschise, dar, la exemplare tinere care nu sunt încă complet colorate, vârfurile pot fi și mai întunecate. Bureți maturi devin bruni la apăsare.
- Piciorul: mai ferm ca corpul fructifer cu un diametru de până la 3,5 cm la baza îngroșată în formă de trunchi este cilindric, umflat până la larg conic, neted sau prevăzut cu ramuri tinere înmugurite, care uneori încep deja la bază, ciuperca apărând astfel tufoasă când este coaptă. Coloritul este alb, spre sus galben, trecând în culoarea ramurilor. Prezintă un strat miceliar alb și delicat.
- Carnea: albă, la umezeală marmorată cu un aspect ceva murdar este moale și friabilă, mirosul fiind neremarcabil și gustul blând, amintind oarecum de nuci, asemănător bureților de buturugă. La bătrânețe devine amar.[3][4]
- Caracteristici microscopice: are spori în profil cilindrici până elipsoidali, aspri, verucoși, cianofili, cu un ornament moderat puternic, plat, mixt bombat-verucos, măsurând (6,5) 7–10 x 3,2–(4,5) 4,8 microni. Pulberea lor este galben-ocru până la ocru crem. Basidiile clavate cu 4 sterigme fiecare au o dimensiune de 40–55 x 7–9 µm microni și prezintă catarame. Hifele de până la 13 µm diametru, sunt netede, paralele până sinuoase, hialine (translucide), cu pereți subțiri, dar în adâncime mai groși, de 1 µm grosime, formând cleme și tranziții de septuri în formă de ampulă. Hifele în rizomorfe cu un diametru de până la 6 µm sunt hialine până lăptoase cu o refracție ușoară,  și ele cu catarame precum adesea cu tranziții de septuri în formă de ampulă. Cristale lipsesc.[12]
- Reacții chimice: carnea se decolorează la ciuperca proaspătă cu hidroxid de potasiu de 20%-30% ca aproape la toate specii ale genului.[13]

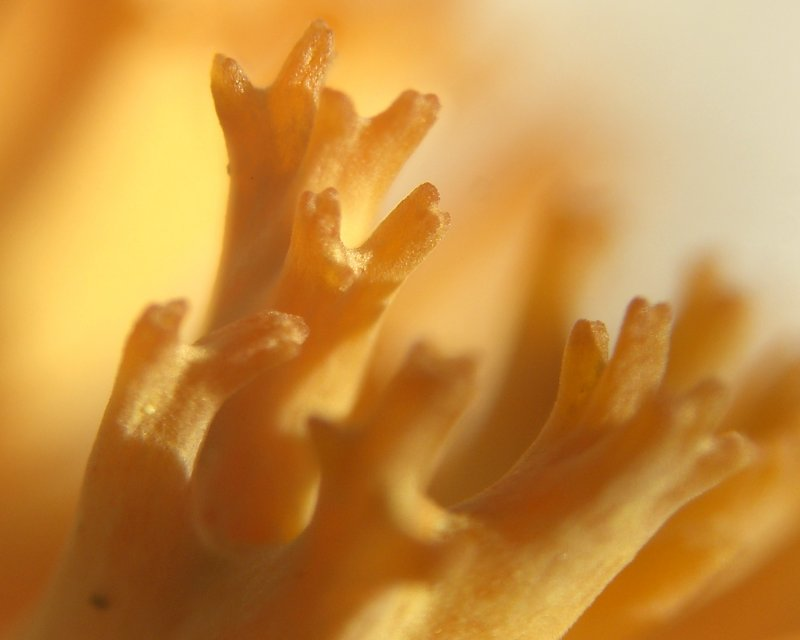
R. flavobrunnescens, vârfuri din apropiere
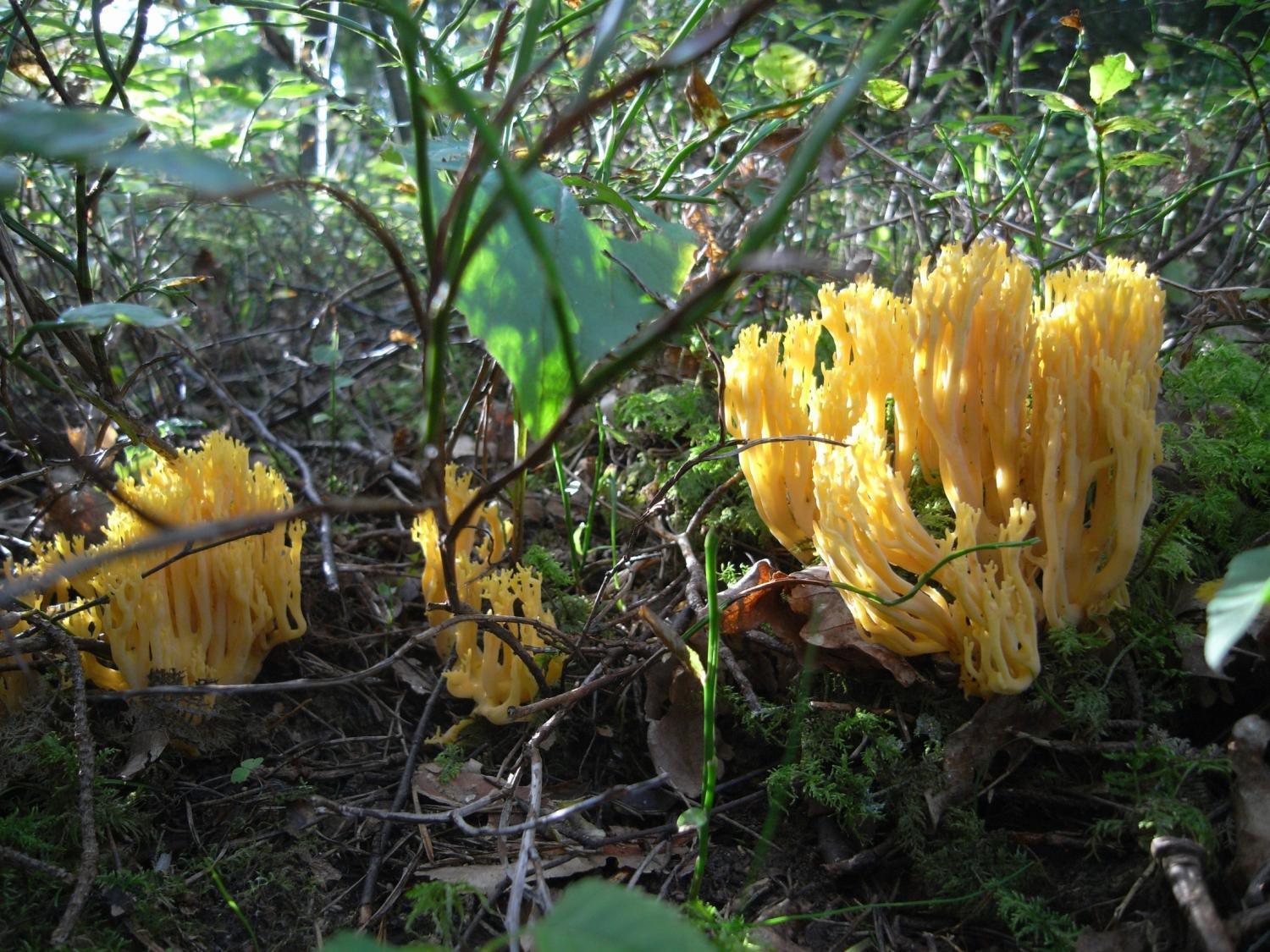
R. flavobrunnescens, grup

## Confuzii
Chiar și specialiști au probleme cu diferențierea ciupercii cu alte specii comestibile,  necomestibile sau otrăvitoare ale acestui gen și poate fi astfel ușor confundată cu de exemplu: Ramaria abietina (necomestibilă), Ramaria aurantiosiccescens (E. Schild, 1979), (comestibilă), Ramaria botrytis (comestibilă),  Ramaria eumorpha (necomestibilă), Ramaria fennica (necomestibilă), Ramaria flaccida (necomestibilă), Ramaria flava (comestibilă), Ramaria flavescens (comestibilă), Ramaria formosa (otrăvitoare), Ramaria gracilis (comestibilă), Ramaria largentii (comestibilă), Ramaria obtusissima (comestibilă, numai puțin gustoasă), Ramaria ochroclora (comestibilitate nesigură), Ramaria pallida (otrăvitoare) sau Ramaria stricta (necomestibilă).

## Specii asemănătoare în imagini

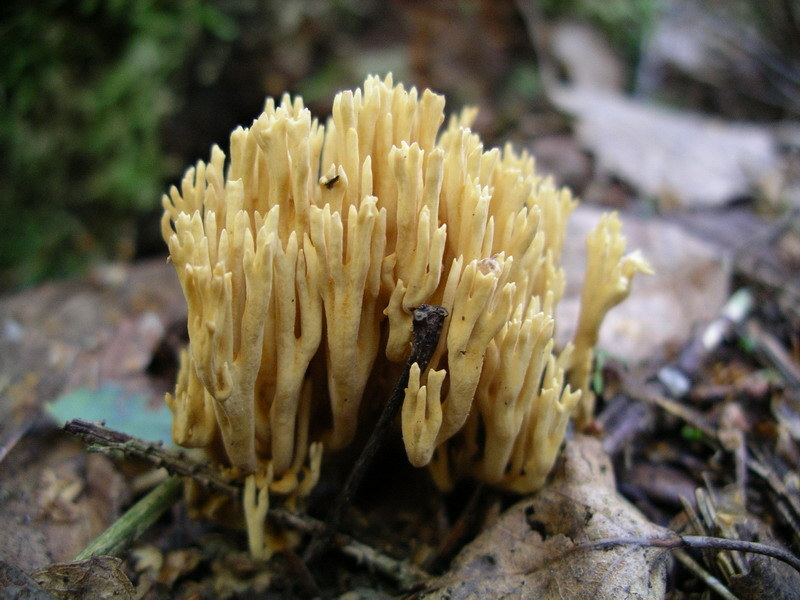
!Ramaria abietina!
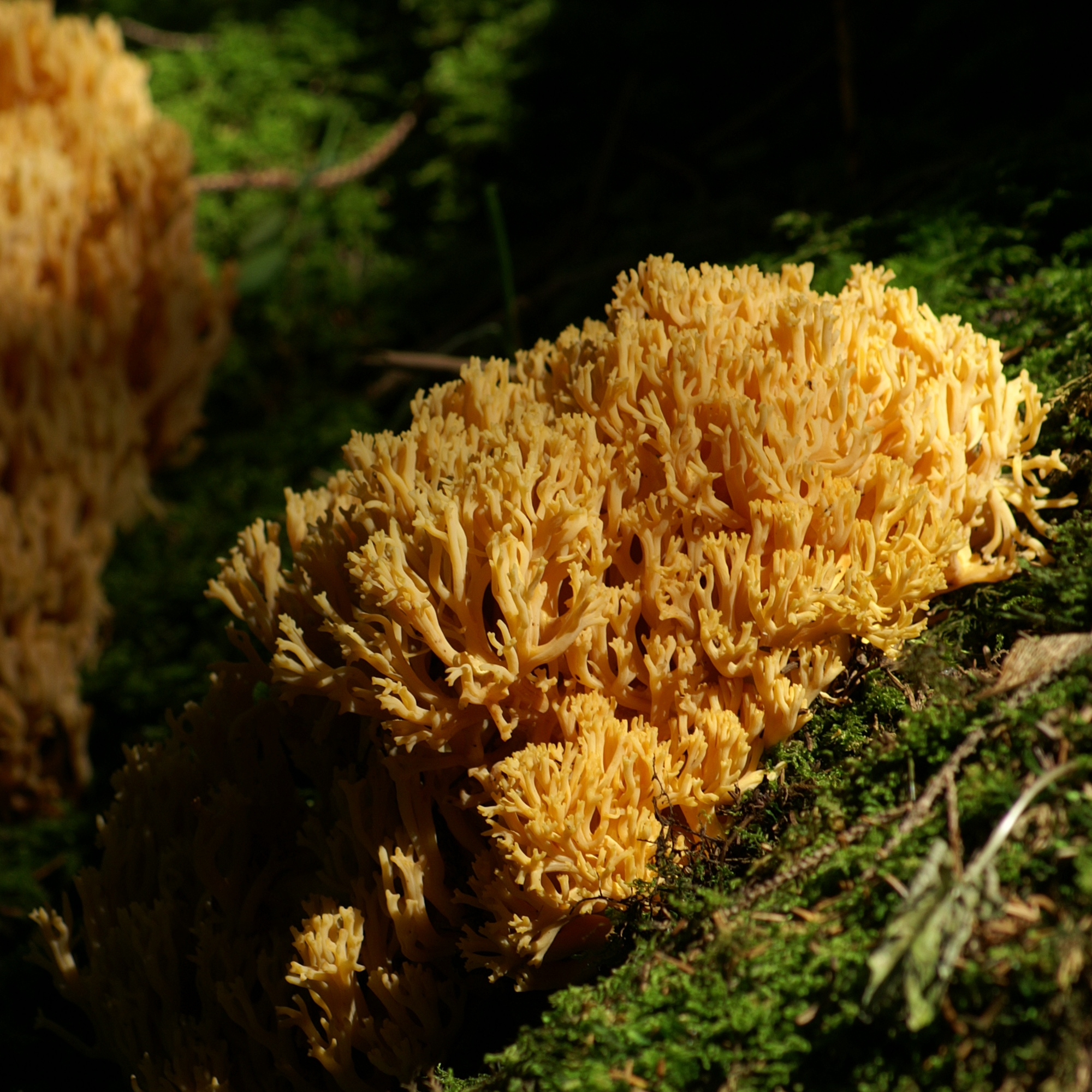
Ramaria aurea
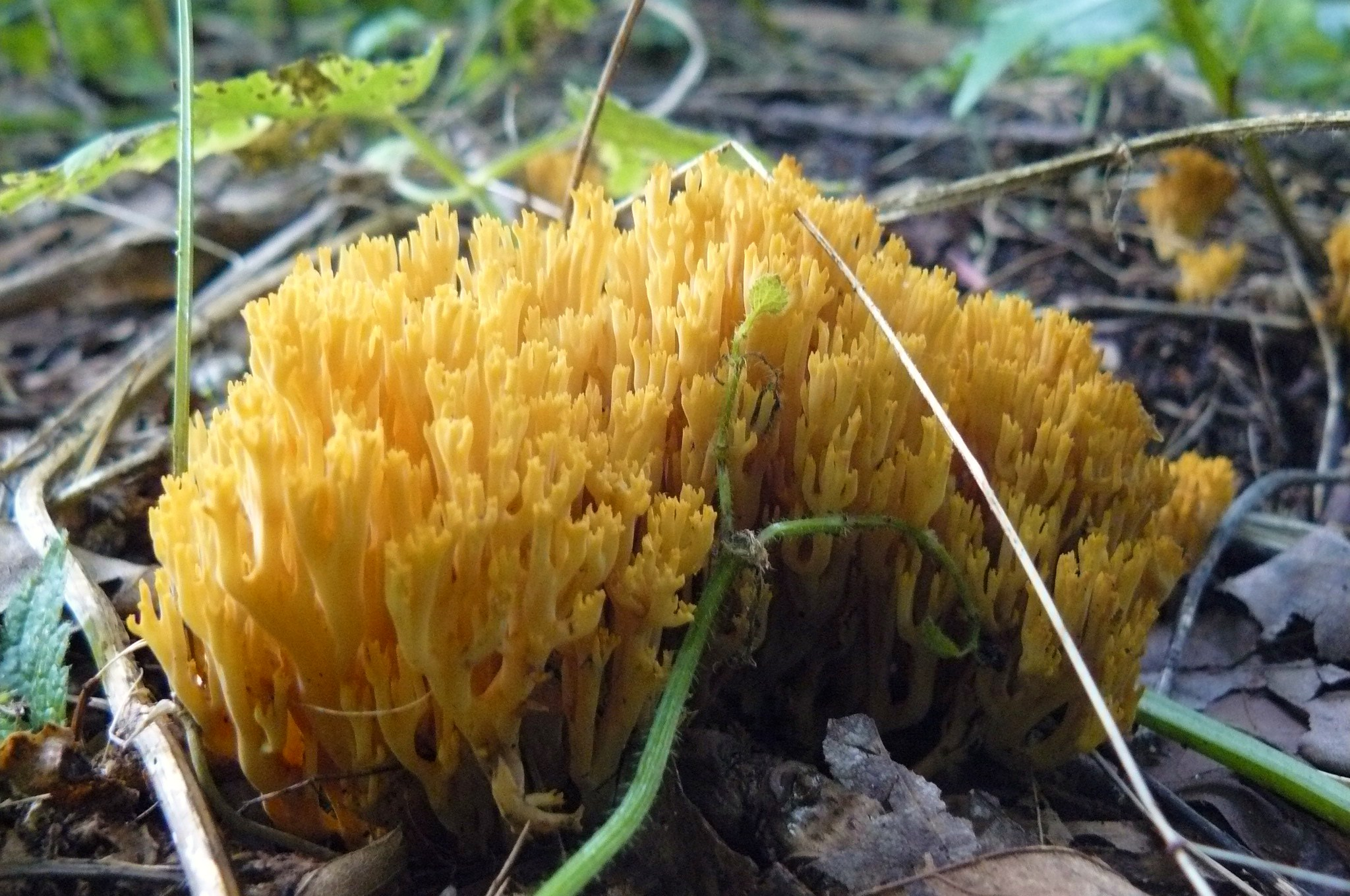
Ramaria aurantiosiccescens
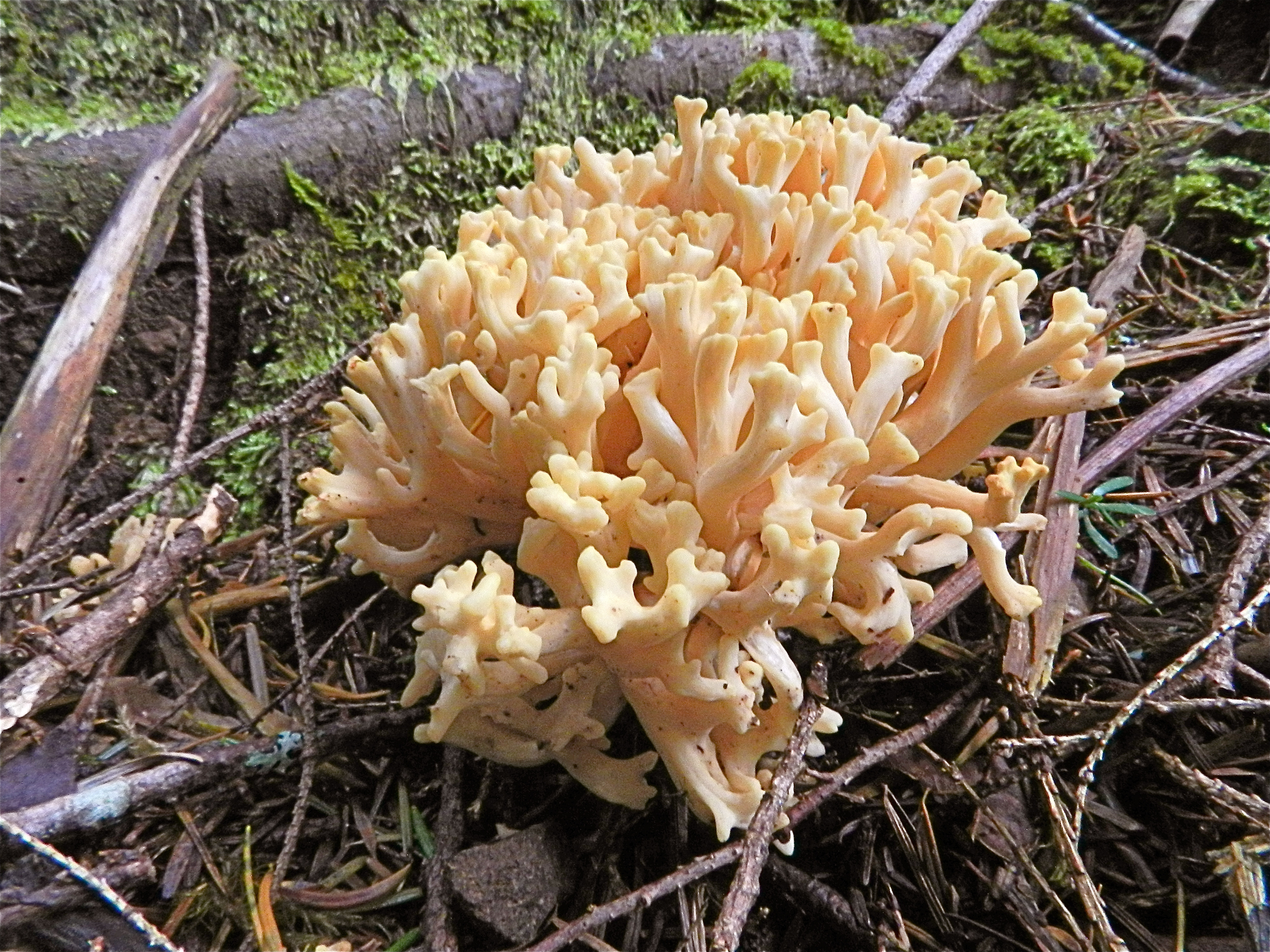
Ramaria botrytis tânără
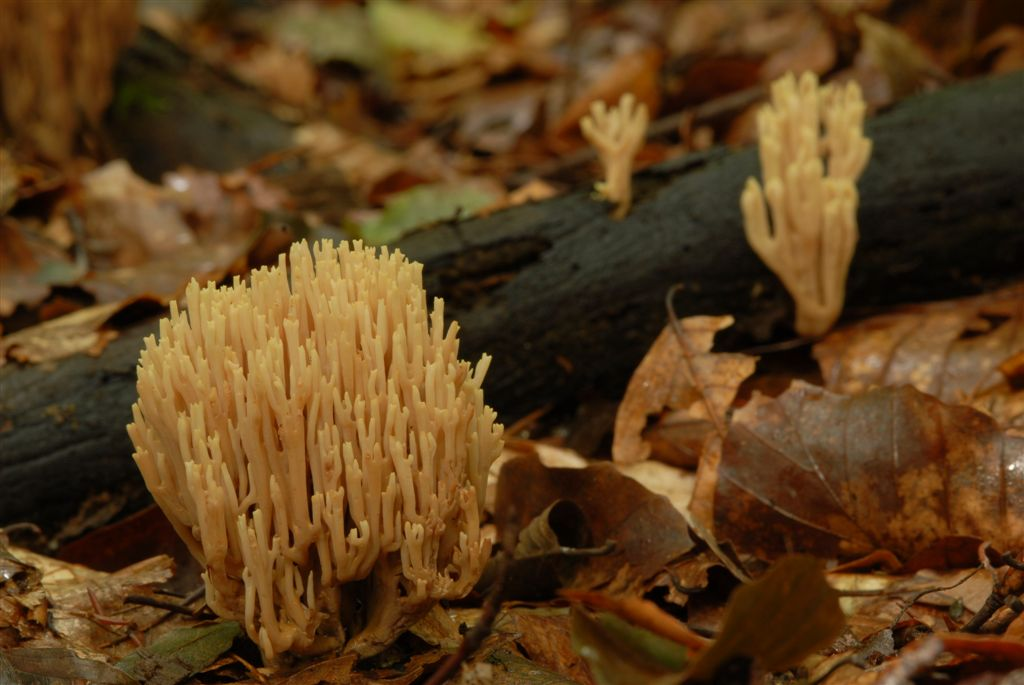
Ramaria eumorpha
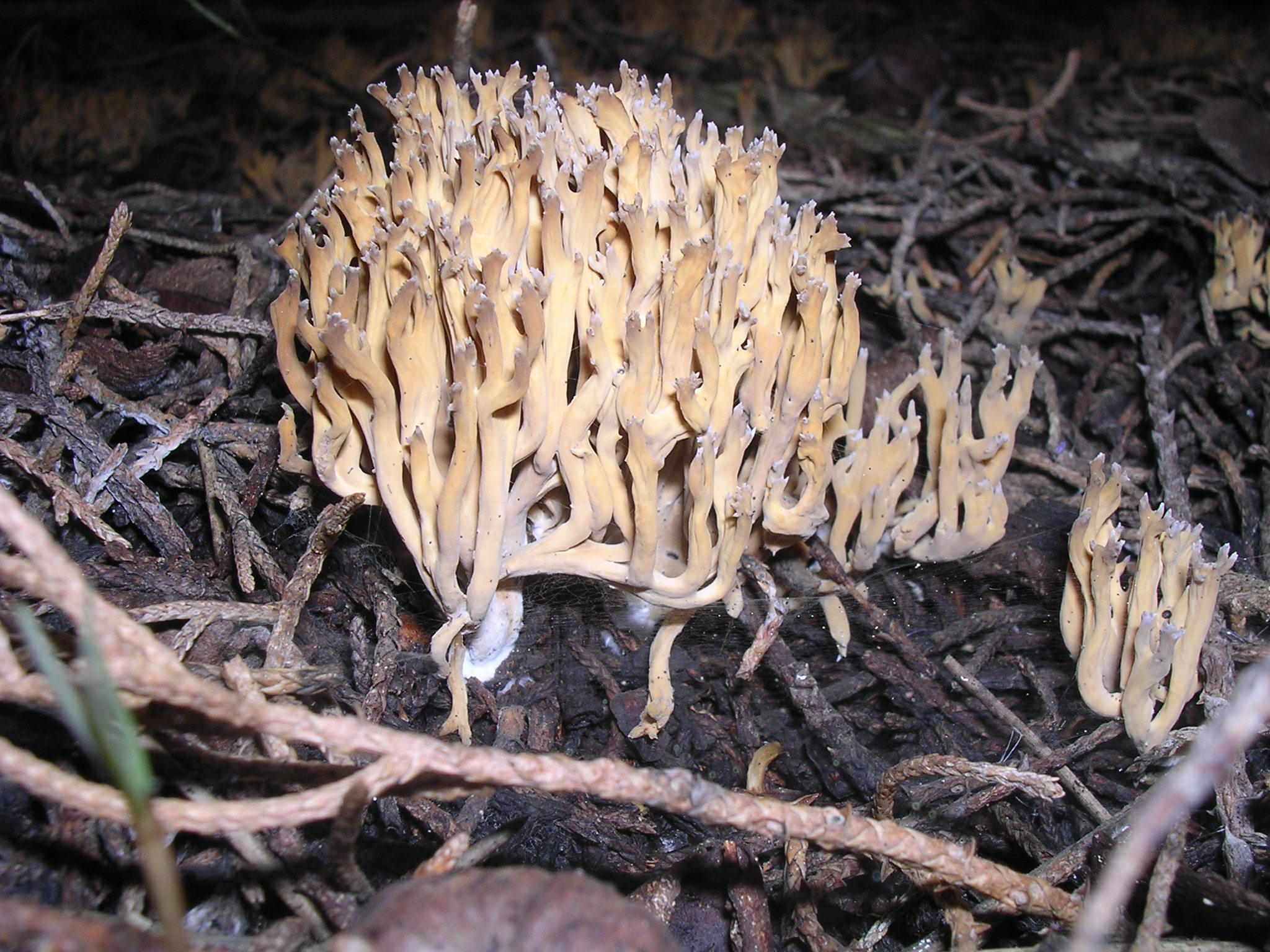
!Ramaria fennica!
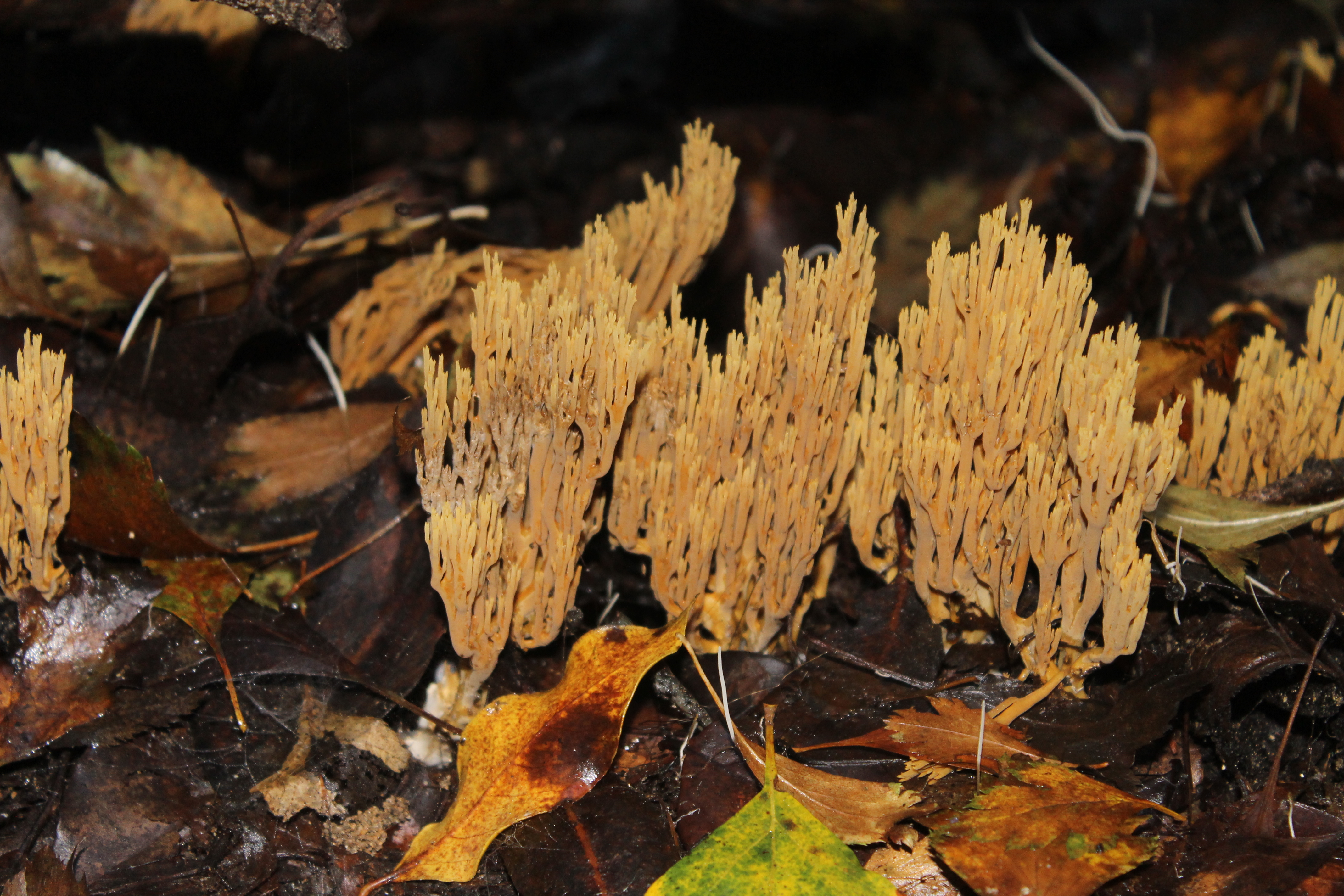
!Ramaria flaccida!
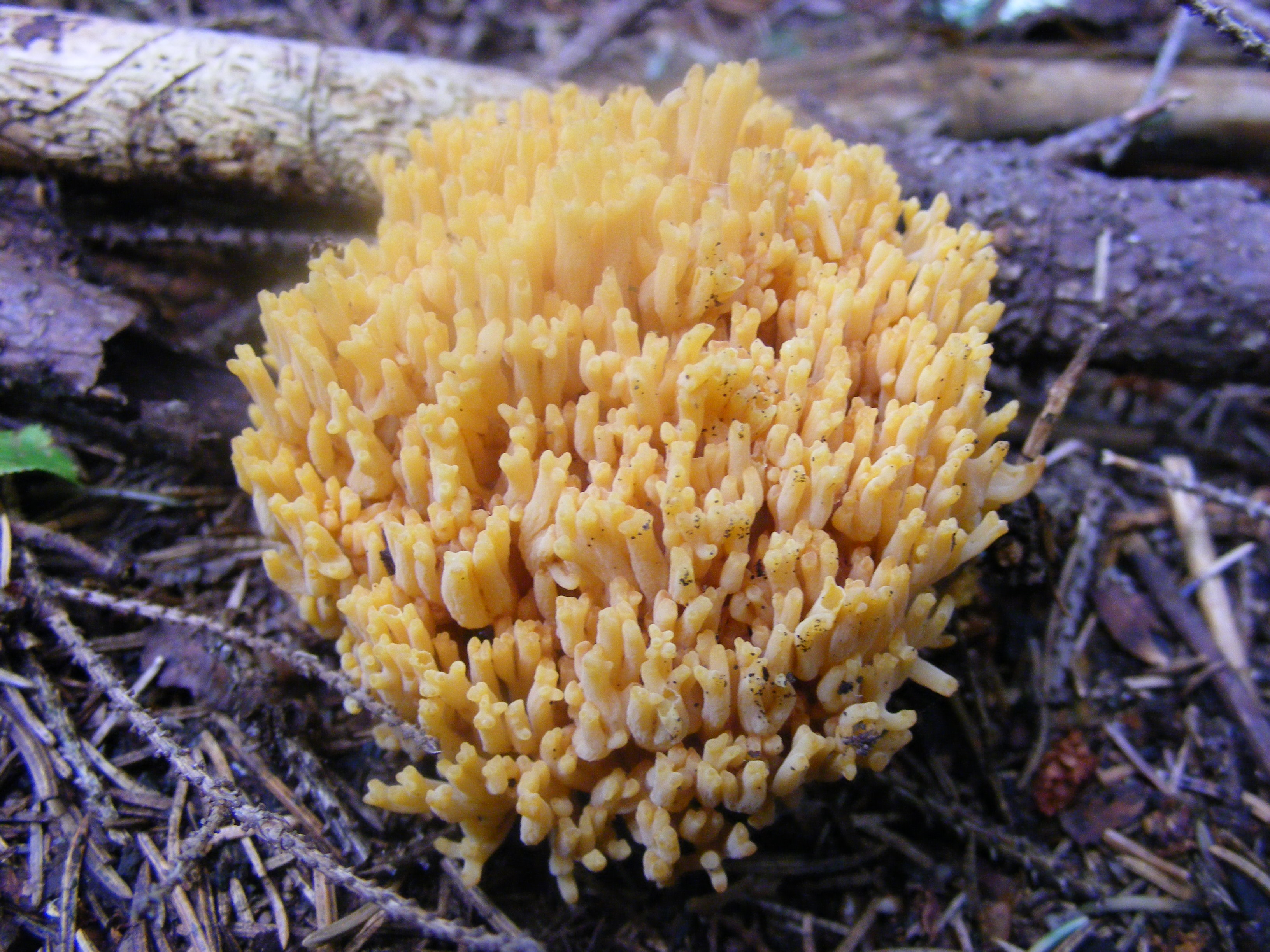
Ramaria flava
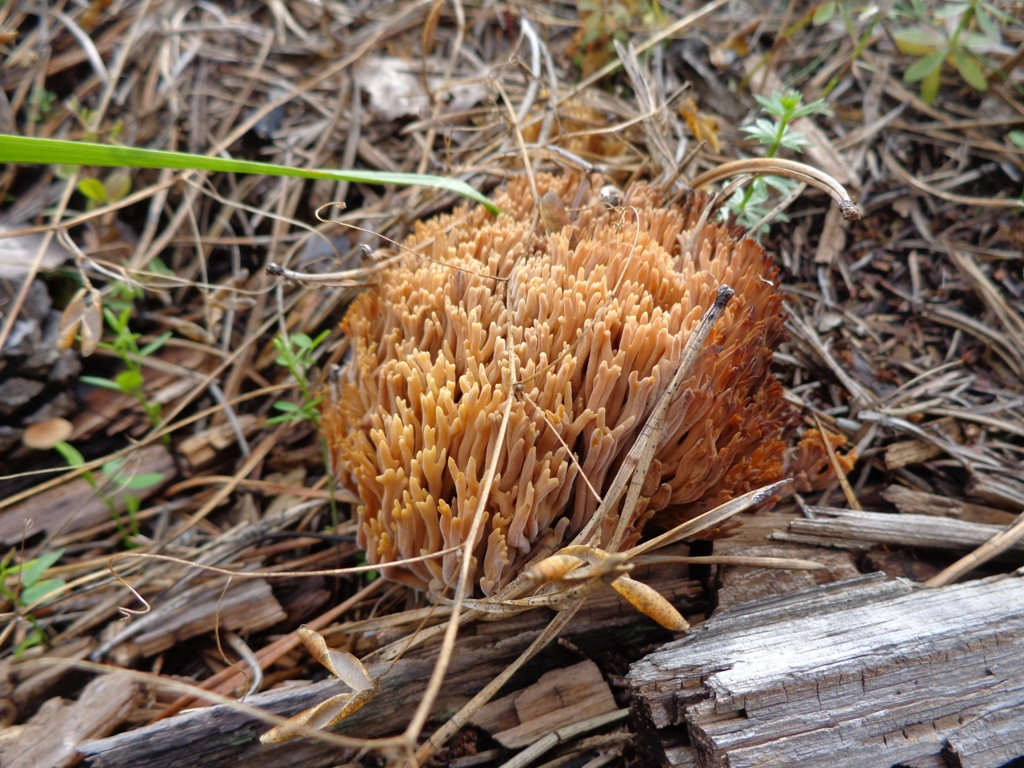
Ramaria flavescens

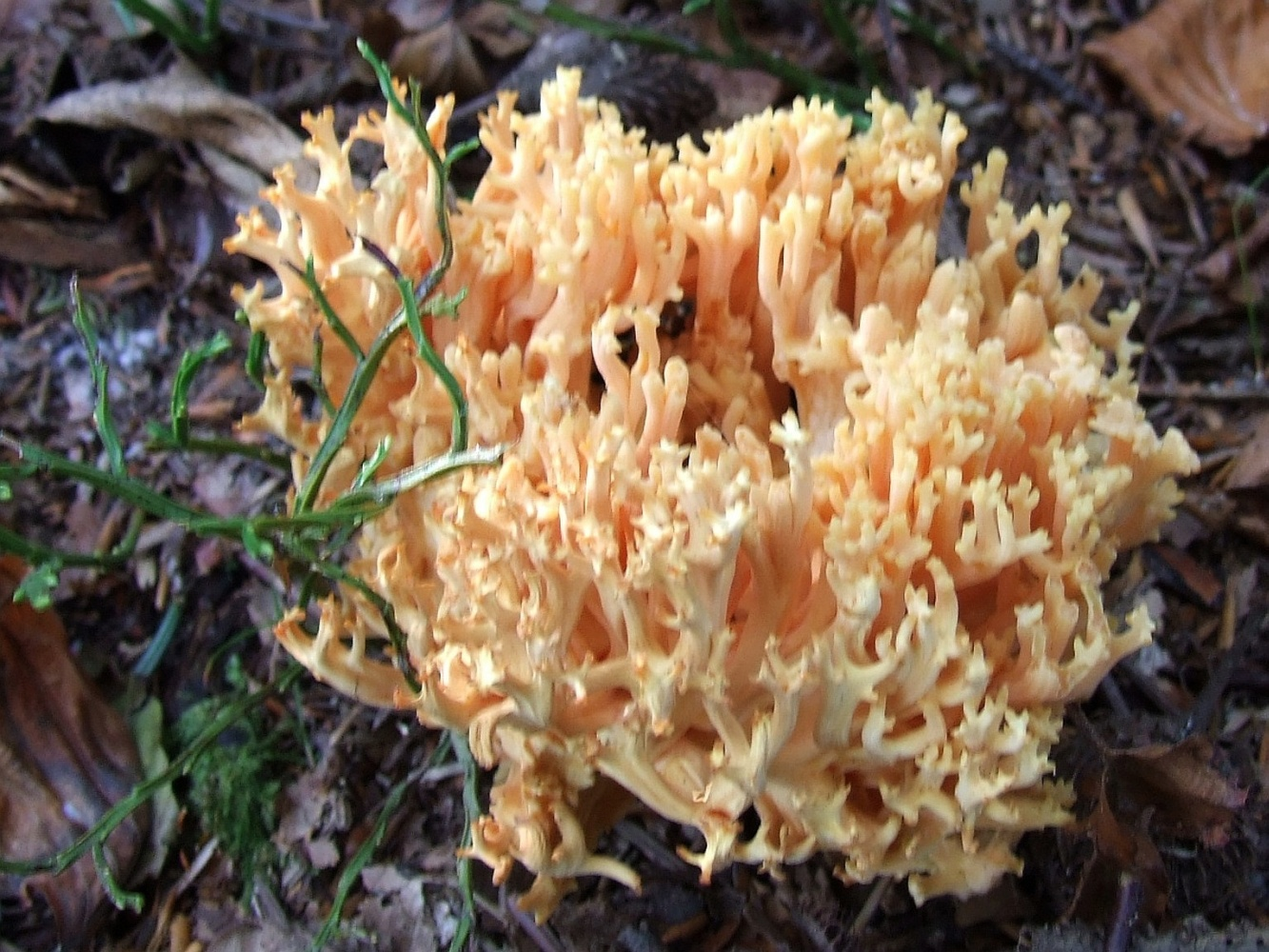
!!Ramaria formosa!!
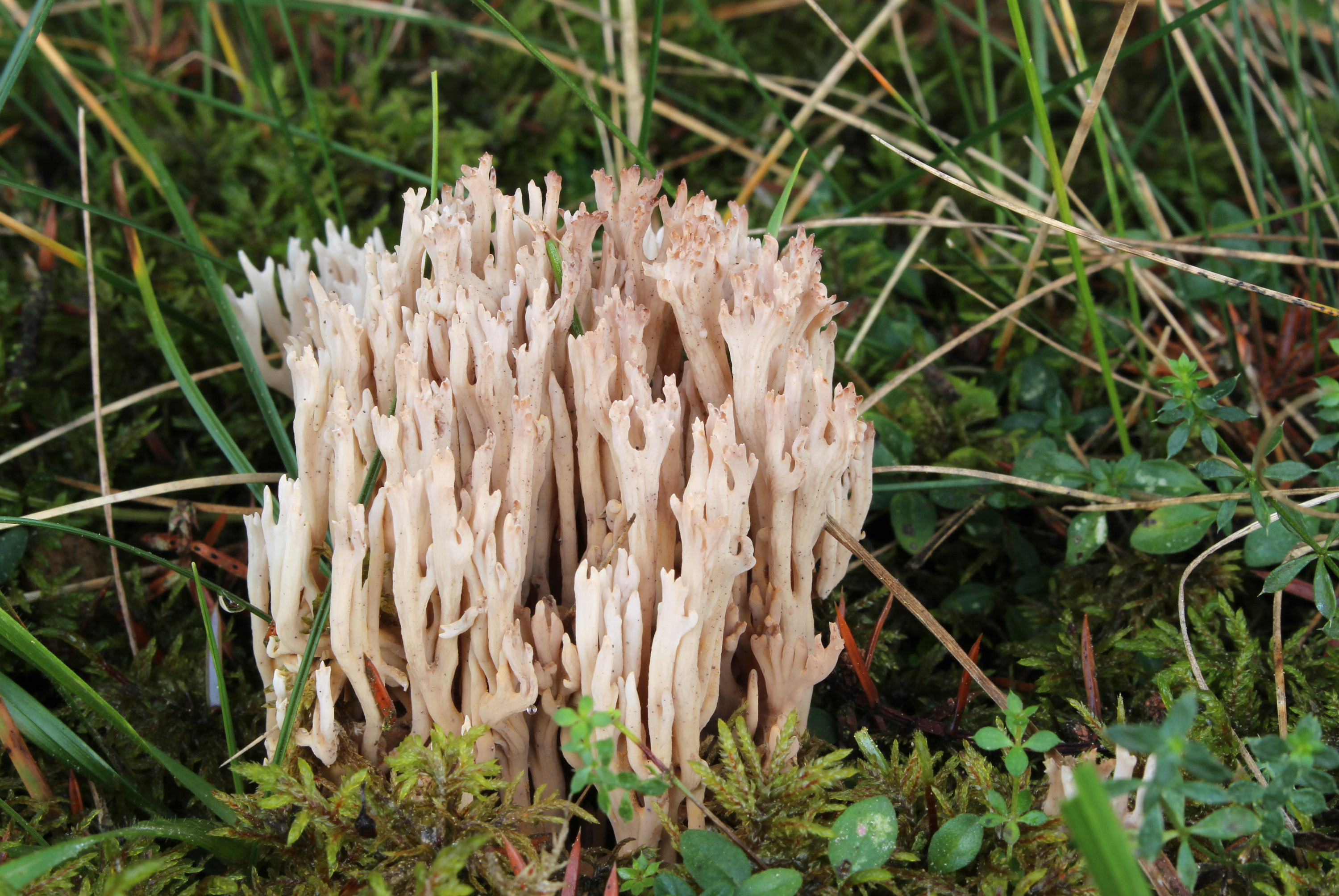
Ramaria gracilis
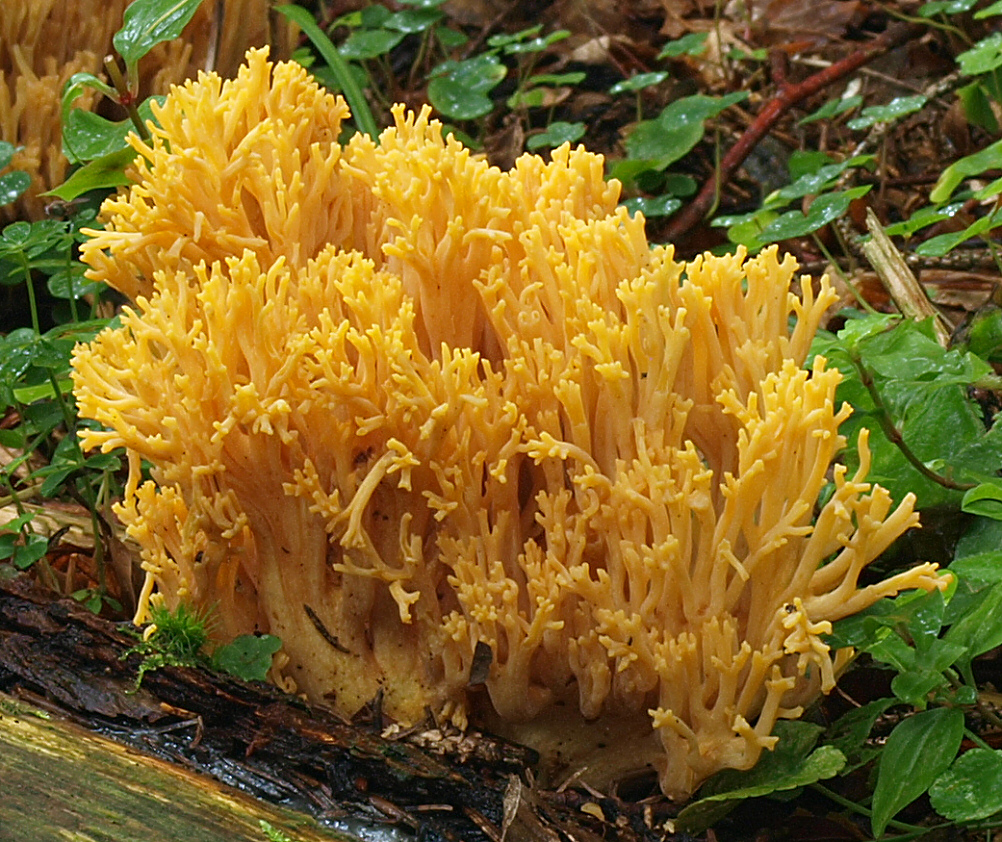
Ramaria largentii
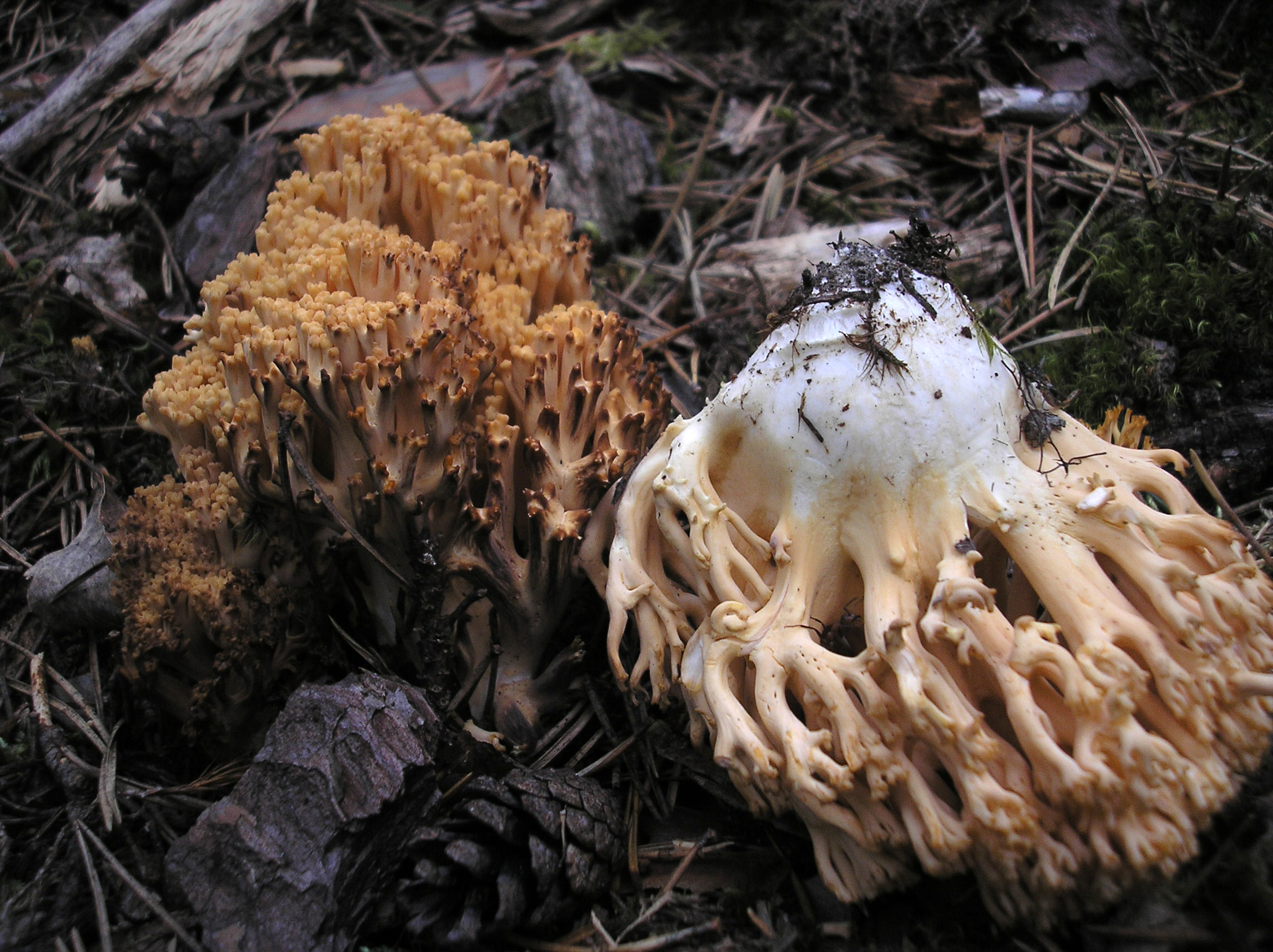
Similară Ramaria obtusissima
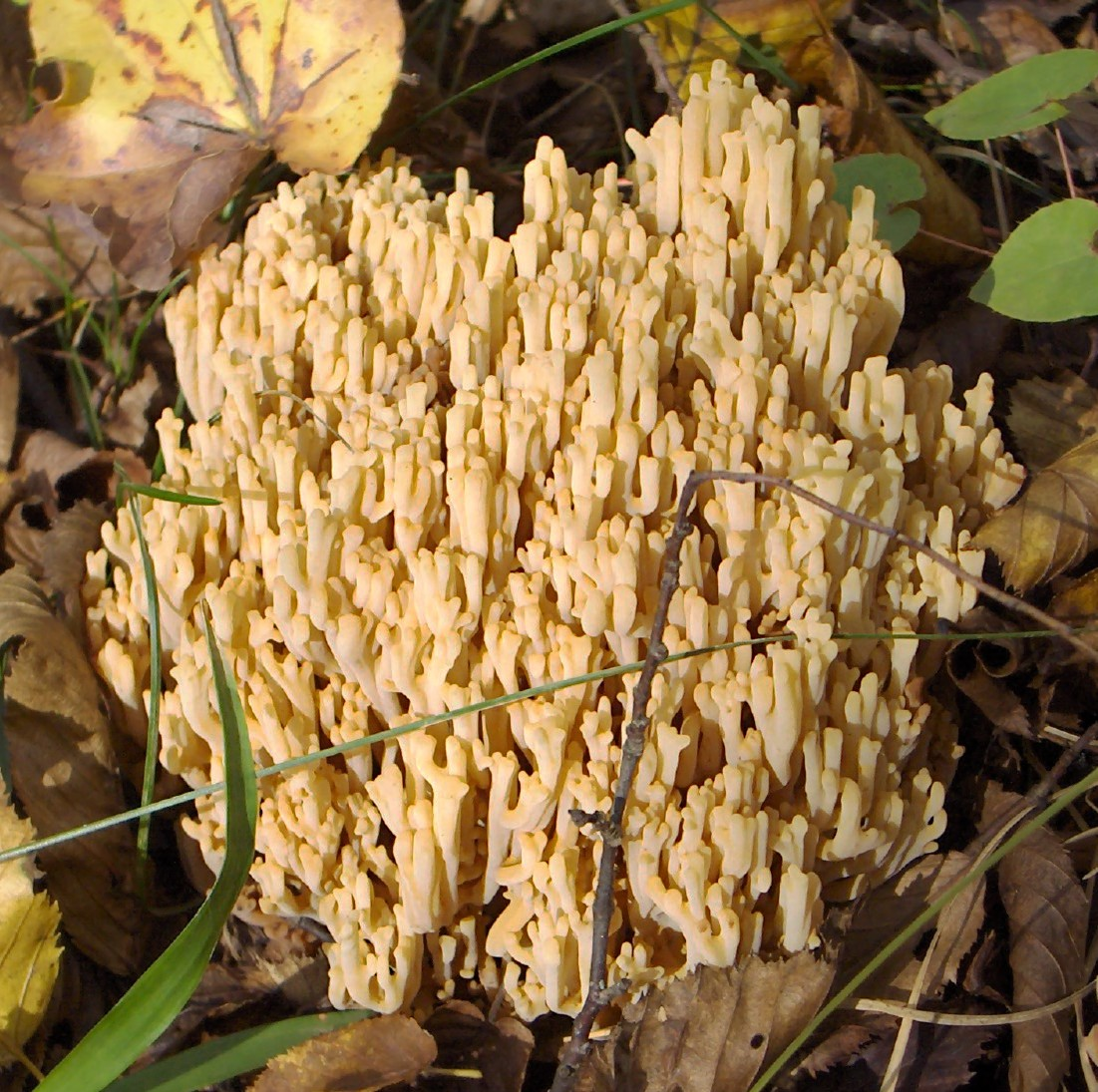
!!Ramaria pallida!!
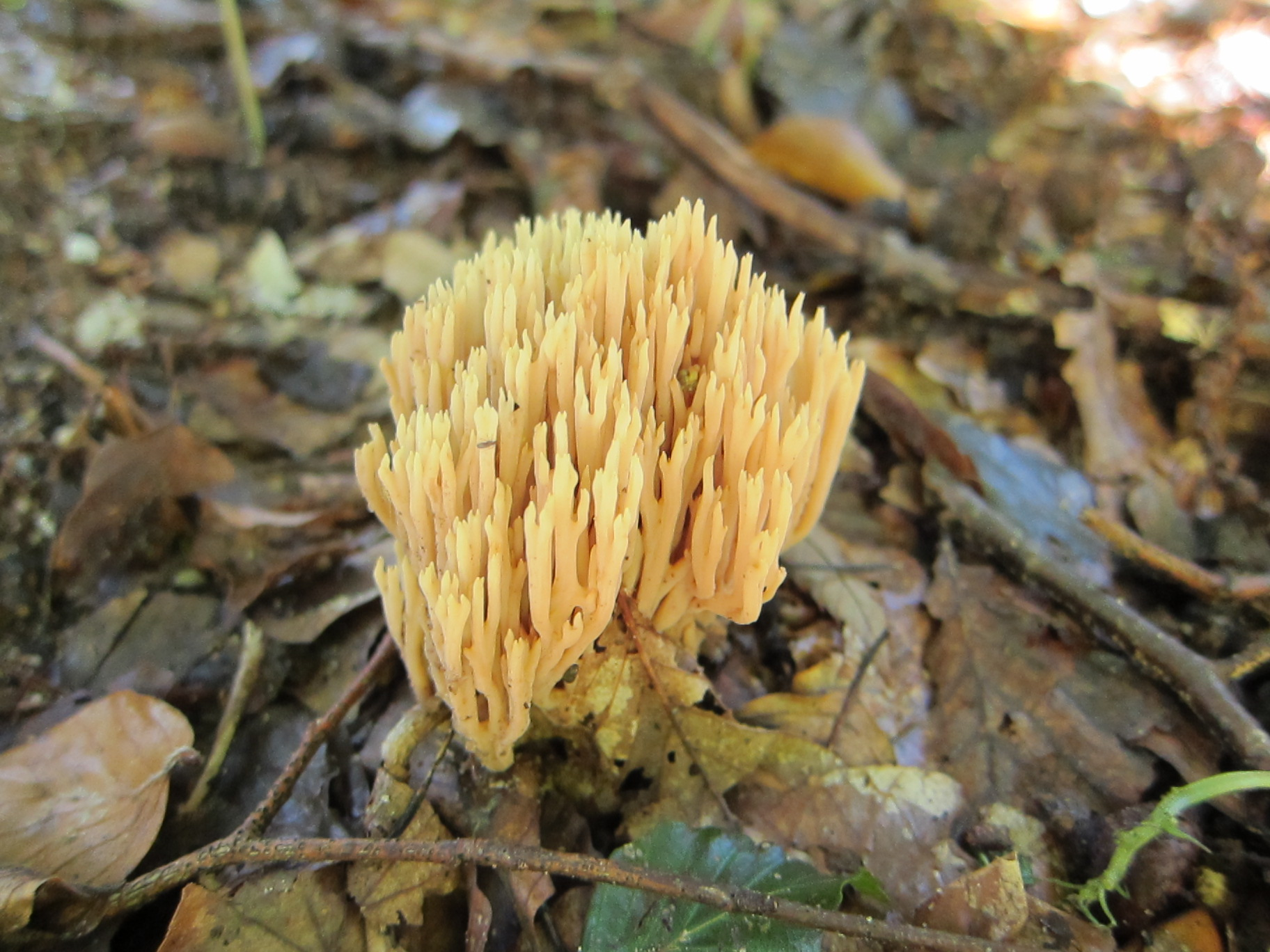
!Ramaria stricta!

## Valorificare
Această specie delicioasă poate fi preparată ca brânca ursului. Dar dați atenție, pentru că exemplare bătrâne devin amare.